# Instituto de Previdência do Estado do Rio de Janeiro
O Instituto de Previdência do Estado do Rio de Janeiro - IPERJ foi uma autarquia estadual, criada pelo Decreto-lei Estadual nº 83, de 30 de abril de 1975, pelo então governador Floriano Peixoto Faria Lima, visando unificar dois institutos de previdência que são anteriores a unificação dos antigos estados da Guanabara e do Rio de Janeiro, que eram o Instituto de Previdência do Estado da Guanabara - IPEG e o Instituto de Previdência Social - IPS/RJ, respectivamente.
O objetivo do Instituto era proporcionar ao segurado e aos seus dependentes o pagamento de aposentados e pensionistas de servidores públicos do Estado do Rio de Janeiro, assim como o seu recebimento e administração dos recursos inerentes à seguridade social. Tinha personalidade jurídica, patrimônio e receita próprios, com gestão administrativa e financeira descentralizada, sendo vinculada à Secretaria de Estado da Fazenda.
Com a Emenda Constitucional nº 20/98, que introduziu mudanças nos regimes próprios de previdência dos servidores públicos, foi criado em fevereiro de 1999, o RioPrevidência que se assemelha em muito a este Instituto, no que se refere ao pagamento de inativos. Esses dois institutos de previdência coexistiram juntos, cabendo a este instituto, o pagamento de pensionistas e aposentados antigos, e com o mais recente, o recebimento e recolhimento das contribuições previdenciárias, além do pagamento de aposentados após a sua criação.
Com a Lei Estadual nº 5.109, de 15 de outubro de 2007, foi determinada a extinção deste Instituto (IPERJ), transferindo para o RioPrevidência - Fundo Único de Previdência Social do Estado do Rio de Janeiro a competência para a habilitação, administração e pagamento dos benefícios previdenciários previstos na legislação estadual, que dispõe sobre o regime previdenciário dos servidores públicos do Rio de Janeiro (estado) e seus dependentes.